# Megasema immaculata
Megasema immaculata là một loài bướm đêm trong họ Noctuidae.